# Herczer Jób
Herczer Jób, Hercer (Zalaegerszeg, 1751. szeptember 24. – Miskolc, 1819. december 28.) minorita szerzetes.

## Élete
Gimnáziumi tanár volt Aradon és Miskolcon, hitszónok és helyettes plébános Sályban, Borsod megyében, végül házi lelkiatya Miskolcon egészen haláláig, ahol a katolikus kisebbség erősítésén dolgozott.
Nevét Hertzernek és Herzernek is írták.

## Munkái
- Az imádandó oltári nagy szentségnek valóságát bebizonyító rövid beszéd, melyet... Miskolcz városában ezen 1789. eszt... élő nyelvvel mondott. Kassa
- Igaz-e hogy Krisztus mind a két színnel való közönséges élést parancsolta? és hogy méltán vádoltatik a római kath. anyaszentegyház potyrio clepsiával, pohárlopással? Valamint élő nyelvvel folytatta... Mikor t. i... Miskolcz városában az Úr szent testének tiszteletére jeles ájtatosságát tartaná az ő sz. szerzetének conventje, ezen 1799. eszt... Eger, 1799
- Törvényes megvizsgálás alá vetett köztársaságot illető kérdés. Valjon lehet-e a klastromokat csupán politikai okokból törvényesen eltörleni, és azoknak jószágait jobb haszonra fordítani? Jeles munka. Melyet 1784. eszt. német nyelven eredetiképpen kiadott Schlettwein János Ágoston. Azután 1814.-ben deákra fordíttatván közrebocsáttatott. Végre magyar nyelvre is deákból általtette... 1815-ben. Miskolcz
- A katholikus hittől elszakadott atyafiakhoz utasított oktató intés, vagyis a római anyaszentegyház ellenségin győzedelmeskedő fegyver, melyet deák nyelven 1617. eszt. kiadott Barclaii János, most pedig magyarra általtett... Miskolcz, 1817
- Az emberi életnek játék helye. Hol Alfarátzi Guzmán áldozatja alatt a jó, és gonosz erkölcs, csalárdságok, őrizkedések, együgyűségek, gazdagság, szegénység, jó, rossz; egy szóval valamik az emberrel minden állapotban történni szoktak, minden renden levőknek tanúságára és mulatságára elevenen eléadatnak. Fordította deákból... Miskolcz, 1822-24, három rész (Alemann Máté munkája)